# Papež Nikolaj III.
Papež Nikolaj III., rojen kot  Giovanni Gaetano Orsini  je bil rimski škof (papež) Rimskokatoliške cerkve, * okrog 1225 Rim (Papeška država, Sveto rimsko cesarstvo); † 22. avgust 1280 Viterbo (Papeška država, Sveto rimsko cesarstvo).

## Življenjepis
Janez izhaja iz slavne in plemenite rimske rodbine Orsinijevih. Že od 1244 je bil kardinal in zelo vpliven pri več predhodnih volitvah. Po polletni sedisvakanci so ga izvolili 25. novembra 1277 v Viterbu. Meščani so tam bivajočih osem kardinalov zaprli v konklave v mestni hiši, dokler niso izvolili papeža – neodvisno od pritiskov kralja Karla Anžujskega – tokrat sposobnega diplomata in Italijana, kardinala-diakona Janeza Kajetana. 
Janez Kajetan (Giovanni Caetano) Orsini je bil sin senatorja Mateja Rosso Orsinija in Perne Caetani in je torej združeval v sebi gene dveh najimenitnejših rimskih rodovin – Orsinijevih in Caetanijevih.
Ko je Janezov oče ovdovel, je vstopil v Tretji red svetega Frančiška, saj je bil tesno povezan s svetim Frančiškom Asiškim. Kot drugorojenca sta starša Janezka po starodavnem izročilu že od otroštva namenila za versko življenje. K frančiškanom je oče hotel poslati tudi sina, pa mu je umbrijski ubožec dejal:: »On ne bo frančiškan, ampak frančiškanski zavetnik«. 
Tako je tudi bilo. Janez je deloval v rimski kuriji. Inocenc IV. ga je imenoval za kardinala, Aleksander IV. pa za zavetnika oziroma protektorja frančiškanov. Klemen IV. ga je poslal za sklepanje dogovora s Karlom Anžujskim, a Hadrijan V. mu je zaupal najtežjo nalogo, ki jo je tudi odlično opravil – mirovni sporazum med Karlom in nemškim kraljem Rudolfom Habsburškim. 

### Papež
Za papeža so ga sicer izvolili v Viterbu 25. novembra 1277; ni hotel prejeti posvečenja tam, ampak v Rimu, in sicer na sam Božič, 25. decembra, ko so opravili posvečenje in kronanje. 
Kot papež Nikolaj III. je bil močna, prava vladarska osebnost; veliko si je prizadeval, da bi Cerkveno državo in sam Rim rešil nadležnega varuštva sicilskega kralja Karla. Senatorsko službo v Rimu so spet lahko opravljali Rimljani sami. S spretno diplomatsko dejavnostjo je dosegel, da sta Karel Anžujski in Rudolf Habsburški med seboj ohranjala mir, slednji pa se je tudi odrekel italijanski pokrajini Romanji. Rudolf mu je priznal suverenost v Cerkveni državi in sicer v širših mejah kot dotlej, in ta obseg je trajal vse do Napoleonovega časa. 
Karla je odvrnil od spopada z Bizantinskim cesarstvom, manj uspešna pa so bila njegova prizadevanja za edinost z vzhodno Cerkvijo. Vplivno je posegel v notranje spore, ki so red manjših bratov razdvajali zaradi različnega pojmovanja uboštva; priporočil je, naj se držijo Frančiškovih navodil in evangeljskih svetov. V Rimu je dal obnoviti baziliko sv. Petra in Lateránsko baziliko, ob kateri je postavil znano kapelo Sancta Sanctorum; ime "Sveta svetih" je dobila zato, ker je tam zbrano veliko svetniških relikvij. 
Bil je prvi papež, ki si je za stalno bivališče izbral Vatikan. Palačo je razširil, ob njej pa uredil glasovite Vatikanske vrtove. Od Svetega Petra do Angelskega gradu je dal napraviti podzemeljski hodnik, ki je papežem skozi zgodovino velikokrat pomagal, da so se lahko hitro zatekli v nepremagljivo trdnjavo.  

### Konklave
Kardinal Janez Kajetan Orsini je sodeloval na naslednjih konklavah, kjer je bil izvoljen:
- Urban IV. (1261)
- Klemen IV. (1265)
- Gregor X. (1271)
- Hadrijan V. (2.-11. julij 1276)
- Janez XXI. (19. avgust – 8. september 1276)
- Nikolaj III.  (27. maj - 25. november 1277, ko je bil izvoljen on)
- Ni pa sodeloval na konlavah, kjer so 21. januarja 1276 izvolili Inocenca V..

### Konzistorij
Pri papeških volitvah od 30. maja do 25. novembra 1277 je torej sodelovalo naslednjih sedem kardinalov: Anchero Pantaléon, naslov S. Prasseda; Guillaume de Bray, naslov S. Marco; Simon de Brion, naslov S. Cecilia; Giovanni Gaetano Orsini, diakon pri S. Nicola in Carcere Tulliano, ki je bil kot najstarejši član izvoljen za papeža Nikolaja III.; Giacomo Savelli, diakon pri S. Maria in Cosmedin; Goffredo da Alatri, diakon pri S. Giorgio in Velabro ter Matteo Orsini, diakon pri S. Maria in Portico Octaviae.
Že pri teh volitvah opazimo imena dveh Orsinijev, od katerih je eden postal papež. Število kardinalov pa je padlo na najnižje število v zgodovini. V svojem prvem in edinem konsistoriju 12. marca 1278 je izbral za svoje najbližje sodelavce in zaupnike Nikolaj III. naslednje cerkvene dostojanstvenike, ki so:  
1. Latino Malabranca Orsini OP, magister bogoslovja (škof v Ostia e Velletri, † 10. avgusta 1294) in ga dominikanci častijo kot blaženega
2. Erhard de Lessines, škof v Auxerre, Francija (naslovni škof v Palestrini, † 18. julija 1278).
3. Bentivenga de Bentivengis OFM, škof v Todiju (naslovni škof Albana, † 25. marca 1289).
4. Robert Kilwardby OP, canterburyjski nadškof, Anglija (naslovni škof Porto e Santa Rufina; † 12. septembra 1279).
5. Ordoño Álvarez, nadškof Brage, Portugalska (naslovni škof Tuskuluma, Frascatija; † 21. decembra 1285).
6. Gerardo Bianchi, apostolski protonotar (naslov Ss. XII apostoli); † 1. marca 1302.
7. Girolamo Masci OFM, generalni minister svojega reda (naslov S. Pudenziana). Postal je papež Nikolaj IV. dne 22. februarja 1288 († 4. aprila 1292).
8. Giordano Orsini, diakon pri S. Eustachio († 8. septembra 1287).
9. Giacomo Colonna, arhidiakon v Pisi (diakon pri S. Maria in Via Lata; † 14. avgusta 1318). Bonifacij VIII.  ga je odstavil dne 10. maja 1297; povrnil ga je Benedikt XI.  in ponovno umestil Klemen V.  17. decembra 1305; dodelil mu je še diakonijo pri S. Maria in Via Lata 2. februarja 1306. [6]

Maja 1277 je smrt doletela Janeza XXI. v viterbski papeški palači. Hitremu zaporedju treh papežev enega za drugim je sledilo zdesetkanje kardinalskega zbora; niti Inocenc V., niti Hadrijan V. niti Janez XXI. niso imenovali novih kardinalov. S tem so odprli pot do napornih volitev in izvolitvi kardinala-dekana Janeza Kajetana v Viterbu 25. novembra 1277. 
Na oblasti je bil tedaj – in je torej jamčil državljanski red in mirne konklave, eden kardinalovih nečakov, Orso di Gentile;  ta okoliščina, ki jo omenjajo zgodovinarji, ni bila brez pomena za volitve, če to povežemo z različnimi oblikami, ki jih je rodbina Orsini udejanjala na Viterbskem v letih, ko je Janez Kajetan bil imenovan za pokrajinskega inkvizitorja. 
Novi papež je bil posvečen v duhovnika pri Svetem Petru v Rimu in ustoličen 26. decembra 1277. Z izbiro imena – Nikolaj – je hotel neposredno in izzivalno pokazati na prednostno izročilo papežev s tem imenom: najsi bo na Nikolaja I. kot Nikolaja II., ki sta bila pontifikata s poudarjeno politično vlogo – a morda so prispevali tudi verski dejavniki. Janez je namreč gojil posebno pobožnost v odnosu do svetnika svojega kardinalskega naslova - svetega Miklavža ali Nikolaja, ki mu je kmalu nato posvetil tudi eno kapelo pri svetem Petru. 
Janez Kajetan se je pokazal med svojo dolgo in častno navzočnostjo v kardinalskem zboru – 33 let – kot sposoben in vztrajen politik, malo nagnjen k skrajnim in sanjskim stališčem, pa toliko trdnejši v svojih načrtih in odločitvah. Prvi korak, ki je bil v zvezi s skromnim številom sedmih članov kardinalskega zbora, na katere je sedaj padel Collegium sacrum – je bilo imenovanje novih kardinalov.
12. marca 1278  je Nikolaj III. poskrbel za nove cerkvene dostojanstvenike. Od teh so bili trije njegovi sorodniki: Latino Malabranca je bil sin njegove sestre Mabilije (Mabilia); Giordano Orsini je bil njegov brat po očetovi strani; Giacomo Colonna pa je bil sin Marjete (Margherita) Orsini, sestre Mateja (Matteo) Rosso; dva, Girolamo d’Ascoli (poznejši Nikolaj IV.)  in Bentivegna da Todi, sta pripadala redu "manjših bratov" - minoritov: prvi je bil njegov general, ki ga je 1274 nasledil Bonaventura, drugi pa je bil osebni prijatelj Nikolaja III., njegov kaplan in spovednik od 1266 . Da bi rešil nujne težave Rimske kurije, je Nikolaj III. opravil natančno izbiro in uvedel v Sveti zbor vpliv sorodnikov, Rimljanov in svojih verskih prijateljev, da je sestavil učinkovito delovno moštvo, na katero se je lahko zanesel. 

## Smrt in spomin
Umrl je 22. avgusta 1280 za srčno kapjo v njemu tako ljubem gradu Soriano nel Cimino v Laciju blizu Viterba, da bi pobegnil pred poletno rimsko vročino. Pokopali so ga v kapelo svetega Nikolaja, ki jo je on zgradil v Baziliki svetega Petra v Vatikanu. 

### Ocena
Med niti triletnim vladanjem si je papež Nikolaj pridobil velikanske zasluge zlasti za mir med krščanskimi evropskimi vladarji, za cerkveno edinost in papeško neodvisnost, kakor tudi za umetniško in kulturno dejavnost. Gojil pa je veliko naklonjenost do sorodnikov, zlasti do svoje imenitne rodbine Orsini, na katero je bil zelo ponosen; nekaterim njenim članom je zagotovil dobre položaje in gmotno podlago tudi za prihodnost. Zato mu očitajo nepotizem. Njegovi nečaki so zasedali ne le pomembne svetne službe – tudi med osmimi kardinali, ki jih je imenoval, so bili trije njegovi sorodniki, na katere se je lahko zanesel. 
Zgodovinarji mu priznajo, da je bil velik učenjak in odločen ter uspešen državnik. Nameraval je zgraditi trdno papeško državo, kjer bo vladala domača rodovina Orsinijev. Tega mu objektivni zgodovinarji niti ne zamerijo.
Dante je postavil Nikolaja III. v tretjo sobo v jami osmega kroga pekla, ki je pripravljen za tiste, ki so se vdajali simoniji. Z izredno napadalnostjo ožigosa ne le Nikolaja, ampak tudi svojega osebnega sovražnika Bonifacija VIII. , ki je bil 1300 še živ, pa mu že pokojni papež Nikolaj napoveduje podobno usodo: 
| Divina commedia: »Inferno« (del)                                                                              | Božanska komedija: »Pekel« (del) (19. spev, 61. tercina)                                                                    |
| --- | --- |
| E veramente fui figliuol dell'orsa, cupìdo sì per avanzar li orsatti, che su l'avere, e qui me misi in borsa. | Zares sem bil sin medvedke, Pohlepen po imetju, da bi pomagal k napredovanju medvedkom, In sem me je poslal (Bog) v ta žep. |

Po njegovi smrti se je rimsko ljudstvo uprlo zoper premočne Orsinije. V zgodovini se to pogosto dogaja kot posledica nepotizma, da se začnejo prepirati o delitvi potice. Po svoji strani pa je nemirni in oblastni Karel Anžujski – ki se je tudi čutil odrinjenega za časa Nikolajevega vladanja – poskrbel, da so se nove konklave odvijale pod njegovim vodstvom.  